# John Murphy Farley
John Murphy Farley (20 de abril de 1842 – 17 de setembro de 1918) foi um cardeal irlandês-americano da Igreja Católica. Serviu como Arcebispo de Nova York de 1902 até sua morte em 1918, tornando-se cardeal em 1911.

## Vida
John Murphy Farley recebeu sua educação teológica e filosófica em Monaghan, Nova York e Roma. Ele recebeu em 11 de junho de 1870, o sacramento das Ordens Sagradas, e depois trabalhou como vice-reitor da igreja em New Brighton, Staten Island. De 1872 a 1884, ele foi secretário pessoal ao arcebispo de Nova Iorque John McCloskey, o qual em 1878 acompanhou ao conclave em Roma, onde chegaram, mas somente após a eleição do Papa. Em 1884 tornou-se pároco em Nova York, de 1891 a 1902. John Murphy Farley liderou a administração da arquidiocese de Nova York como vigário-geral. Em 1892 ele recebeu o título de prelado da Casa Pontifícia, em 1894, o Protonotário Apostólico.
Em 18 de novembro de 1895 o Papa Leão XIII nomeou-o bispo titular de Zeugma na Síria e bispo auxiliar em Nova York. Ele recebeu a ordenação episcopal do arcebispo Michael Augustine Corrigan em 21 de dezembro do mesmo ano. Os co-consagradores eram o bispo do Brooklyn, Charles Edward McDonnell, e o bispo de Ogdensburg, Henry Gabriels. Em 15 de setembro de 1902, Farley foi nomeado arcebispo de Nova York. O Papa Pio X o elevou em 27 de novembro de 1911 como Cardeal-presbítero de Santa Maria sobre Minerva. John Murphy Farley participou do Conclave em 1914, que elegeu o Papa Bento XV. Durante a Primeira Guerra Mundial, ele viu uma chance de paz apenas através de uma derrota alemã. O cardeal Farley prestou especial atenção ao fortalecimento do sistema educacional católico. Ele morreu em 17 de setembro de 1918 em Mamaroneck e foi enterrado na Catedral de São Patrício.